# Mordet på Nathalie Mahy och Stacy Lemmens
Nathalie Mahy, född 9 augusti 1995, och Stacy Lemmens, född 14 december 1998, var två belgiska styvsystrar som den 28 juni 2006 påträffades mördade i Liège.

### Fotnoter
1. ↑  Bodies of missing girls found Arkiverad 6 maj 2008 hämtat från the Wayback Machine., CNN